# Бреда
Бреда́ (нід. Breda, МФА: [breˈdaː]) — місто і громада в Нідерландах, у провінції Північний Брабант. Населення — 169,9 тис. мешканців (2006).

## Історія

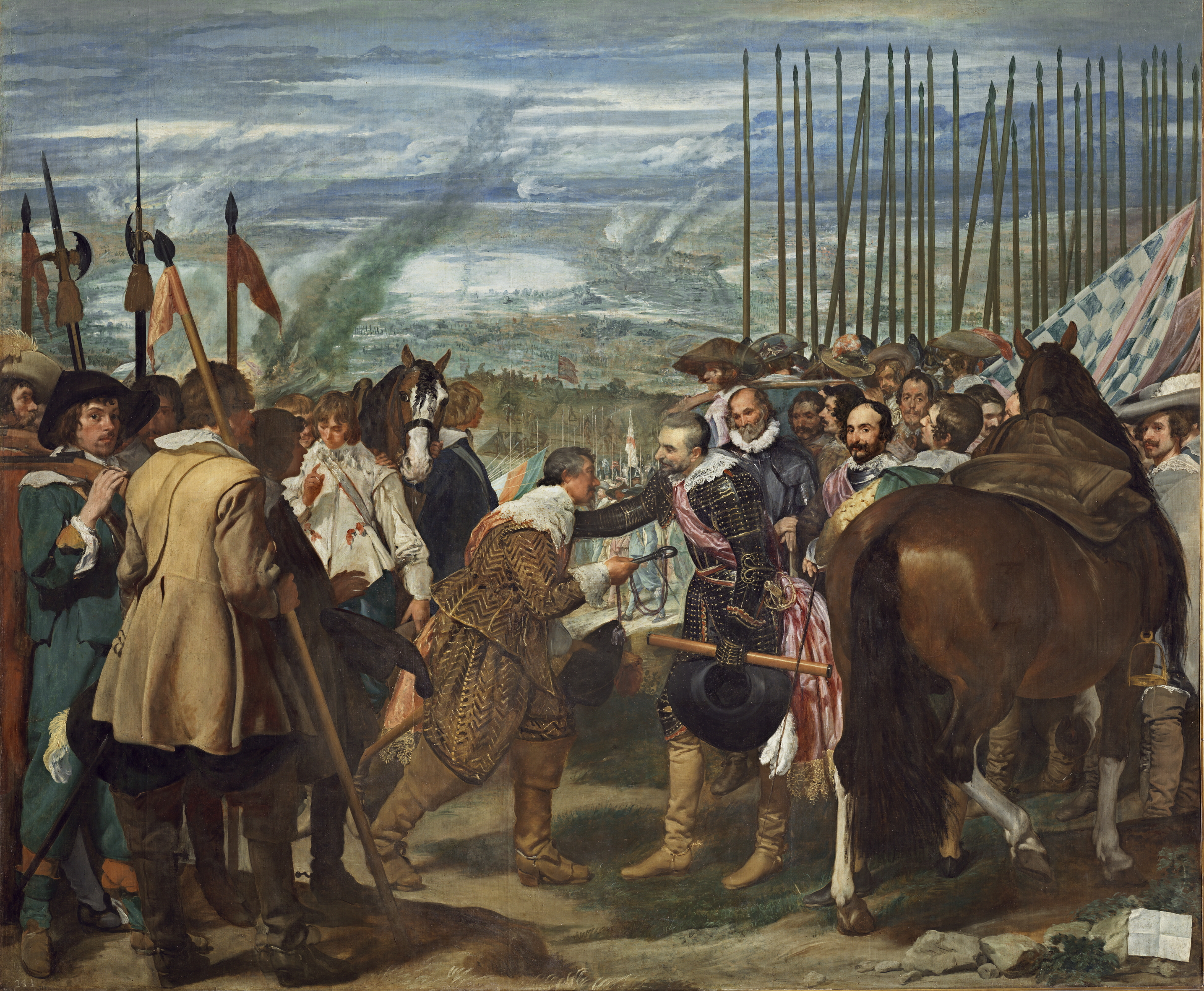
«Здача Бреди» (1634—1635, Прадо, Мадрид)

Теперішнє спокійне життя Бреди — сучасного промислового міста у злитті річок Марк та Аа — зовсім не таке, як її минувщина, що була багата на суперечки та битви. У своїй відомій картині Веласкес змалював здачу міста маркізові Спінолі в 1625 році після 9-місячної облоги.

## Архітектура
Реформаторська церква Гроте-Керк у стилі брабантської готики має високу дзвіницю, збудовану між 1468 та 1509 роками.

## Спорт
В місті діє професійний футбольний клуб НАК Бреда.

## Населені пункти
Крім безпосередньо міста Бреда на території однойменної громади розташовані села:
- Бавел
- Прінсенбек
- Тетерінген
- Улвенгаут

## Відомі люди
- Пітер Брейгель Старший – фламандський художник.
- Hardwell – DJ і музичний продюсер.
- Tiësto –  DJ, музикант, композитор і продюсер електронної музики.
- R3hab – DJ, продюсер і реміксер марокканського походження.

## Міста-побратими
| - Діст, Бельгія - Ділленбург, Німеччина | - Оранж, Франція - Вроцлав, Польща |